# Орлиный остров
«Орлиный остров» — советский художественный фильм 1961 года. Первая цветная картина киностудии «Молдова-филм».

## Сюжет
фильм «Орлиный остров» — о древних легендах, связанных с одним из черноморских островов напротив устья Дуная, и о том, как археологическая экспедиция Молдавской Академии наук нашла реальное обоснование одной из этих легенд.
На расположенный в Чёрном море остров Орлиный (прототип — остров Ахилла) прибывает археологическая экспедиция советских учёных, её руководитель — молдавский учёный Вынту, говорит, что существует полулегенда-полуистория об этом острове:
…Будто во время бури на море появляется среди скал острова огненная фигура Ахилла, и протянутая рука указывает путь кораблю в скрытую гавань. Но как только стихнет шторм, корабль должен покинуть укрытие, иначе ему грозит гибель. Веря старым преданиям, многие моряки далеко обходят таинственный остров…
Археологи решают разгадать тайну загадочного острова. При раскопках они обнаруживают на острове множество сломанных рабских ошейников. Выясняется, что в древности на острове прятались беглые рабы, создавшие целое государство, противостоящее могуществу Римской империи, а мифический Ахилл — это созданный ими маяк оригинальной конструкции: озерцо с нефтью, и небольшая башня с проёмом в форме человеческой фигуры — когда нефть поджигали, во тьме и возникала огненная фигура.

## В ролях
- Геннадий Юдин — Вынту, руководитель археологической экспедиции
- Светлана Дружинина — Ирина Родова, археолог
- Ростислав Плятт — Александр Георгиевич Вэтэшану, археолог
- Ион Шкуря — Георге, археолог
- Владимир Смирнов — Сашка Бирюков, шофёр археологической экспедиции
- Наталья Хренникова — Таня Громова
- Екатерина Малкочи — Катинка, участница археологической экспедиции
- Василе Константин — Адриан, участник археологической экспедиции
- Валя Горшков — Тиника
- Леонид Данчишин — Тарас, рабочий археологической экспедиции
- Борис Петелин — Громов, археолог, погибший на войне
- Пётр Воротнюк — учёный, археолог
- Юрий Саранцев — следователь
- Иосиф Левяну — Лонгу, председатель колхоза
- Геннадий Четвериков — главный раб

Начальный титр фильма сообщает, что:

Фильм посвящается памяти Ивана Захаровича Птицына, советского археолога и военного моряка, учёного и мечтателя, павшего смертью храбрых в бою с фашистскими захватчиками.
И. З. Птицын — археолог, ещё студентом 4-го курса МГУ, где он был любимцем А. В. Арциховского, назначенный директором Загорского исторического музея, где под его руководством в 1939 году были впервые произведены раскопки на территории Троице-Сергиевой лавры. Биографические данные о нём скудны, сведения о судьбе на войне и обстоятельствах гибели противоречивы.

Его имя — Иван Птицын. После смерти друзья дали ему другое имя и заставили жить в фильме «Орлиный остров».
Он был другом и однокурсником сосценариста фильма, мужа режиссёра Марианны Рошаль-Строевой археолога, доктора исторических наук Георгия Фёдорова, который в память о друге ввёл в фильм персонаж погибшего на войне археолога Громова — появляющийся на экранах лишь в первых кадрах, но незримо присутствующий в течение всего фильма.
Культ Ахилла на прототипе острова Орлиный — острове Змеиный действительно носит загадочный характер, а в истории острова до сих пор имеется пробел в три столетия: VII-X века, не отражённый ни в письменных источниках, ни в археологических памятниках, хотя остров находился на морском торговом пути, и его история до и после изучена достаточно подробно.

В фильме причудливым образом соединились правда и вымысел, реальные факты и научные гипотезы, миф и судьба человека.